# Королівський Орден Поуоно
Королівський Орден Поуоно (Ko e Fakalangilangi ‘o Pouono) — найвища державна нагорода, орден Королівства Тонґа. Є також лицарським орденом.

## Історія
Королівський Орден Поуоно було засновано 1893 року королем Тонго Джорджем Тупоу II. Вручається Його Величністю лише членам королівських родин та суверенним главам іноземних государств.
Орден має одну категорію: Лицарський Великий Хрест з орденським ланцюгом. Його постномінальні літери – KGCCP.
Знак Ордену складається з великого орденського ланцюга зі знаком, зіркою та стрічкою. На Ордені зображений мальтійський хрест білої емалі із золотим бортиком. 
Стрічка довжиною 102 мм.
Кольори: муаровий червоний, світло-кремовий, червоний, світло-кремовий, червоний. Пропорції 6/20/50/20/6 мм.